# Asunción (đảo)
Asuncion (trong tiếng Tây Ban Nha có nghĩa là "sự thăng thiên" ám chỉ niềm tin của những thủy thủ Tây Ban Nha vào sự kiện Đức Mẹ lên trời) là một hòn đảo trong Quần đảo Bắc Mariana trên Thái Bình Dương. Hòn đảo này hiện không có người ở. Asunción nằm cách đảo Agrihan 101 km (63 mi) về phía tây bắc và cách Quần đảo Maug 37 km (23 mi) về phía đông nam.